# Palestine, Illinois
Palestine är en by i Crawford County, Illinois med en yta av 1,9 km² och en folkmängd, som uppgår till 1 300 invånare (2000). Namnet Palestine sägs komma från upptäcktsresanden Jean LaMotte från den tid som René Robert Cavelier de La Salle gjorde sina upptäcktsresor i Nordamerika under 1600-talet. Palestine var huvudorten i Crawford County 1818-1843.